# Juli Manegat i Pérez
Juli Manegat i Pérez (Barcelona, 4 de gener de 1922 - 9 d'agost de 2011) fou un periodista i escriptor català. Fill del periodista i escriptor Lluís Gonzaga Manegat, es va llicenciar en filosofia i lletres i va cursar els estudis professionals de periodisme.

## Biografia
Col·laborador d'El Noticiero Universal des de 1946, i col·laborador fix, com a crític literari des de 1952. Va ser redactor d'aquest diari des de gener de 1953, com a articulista, crític literari i teatral. Va col·laborar en nombrosos diaris, revistes, emissores i en Televisió Espanyola. Va ser director de l'Escola Oficial de Periodisme de Barcelona des de la seva reinstauració el 1968 fins a la seva extinció deu anys més tard en crear-se la Facultat de Periodisme.
En diverses ocasions va ser membre de la junta directiva de l'Associació de la Premsa de Barcelona, de la qual durant quatre anys en va ser vicepresident primer.
Juli Manegat va ser durant cinc anys secretari de l'Ateneu Barcelonès; cofundador del premi de la Crítica; membre del jurat de diversos concursos literaris i teatrals; conferenciant en ateneus i cursos culturals de gran part d'Espanya. Alguns dels seus llibres han estat traduïts a diversos idiomes. Ha prologat diverses obres d'autors espanyols i estrangers.

## Obra
En la seva tasca literària, destaquen una vintena d'obres teatrals: Els nostres dies (1955), El viaje desconocido, Todos los días, El silencio de Dios (1956), Los fantasmas de mi cerebro (en col·laboració amb Josep Maria Gironella), Quirófano B i Antes, algo, alguien.... En novel·la, les obres: La ciudad amarilla (1958), La feria vacía (1961), Maíz para otras gallinas, El pan y los peces (1963), Spanish show (1969), Cerco de sombra i Amado mundo podrido (1981). També va conrear la narrativa (Historias de los otros, 1967; Ellos siguen pasando), la poesia (Canción en la sangre, 1948), i l'assaig (La función crítica de la prensa).
Entre els premis obtinguts destaquen, el premi AHR a la labor de crítica literària, el Premi Nacional de Teatre per la tasca de crític teatral, el premi Manuel de Montoliu i nombrosos premis en concursos d'articles. Ha rebut diversos premis per la seva tasca literària: el premi Ciutat de Barcelona, amb l'obra La feria vacía; el premi Selecciones de Lengua Española, amb El pan y los peces; premi Ciudad de Gerona, amb Maíz para otras gallinas; Pensionado de Literatura per la Fundación Juan March, Hucha de Plata i Hucha de Oro per la narració El coleccionista. Les seves novel·les La ciudad amarilla i Spanish show van ser finalistes, a un vot de distància del guanyador, del premi Planeta.